# Safo (Mali)
Safo è un comune rurale del Mali facente parte del circondario di Kati, nella regione di Koulikoro.
Il comune è composto da 14 nuclei abitati:
- Chodo
- Dabani
- Dognoumana
- Doneguebougou
- Falayan
- Kodialani
- Kola
- Safo
- Seriwala
- Sirababougou
- Somabougou
- Tassan
- Torodo
- Zorokoro